# Liste der Monuments historiques in Villemoyenne
Die Liste der Monuments historiques in Villemoyenne führt die Monuments historiques in der französischen Gemeinde Villemoyenne auf.

## Liste der Objekte
| Bezeichnung                      | Beschreibung                                                              | Standort                       | Kennzeichnung | Schutzstatus | Datum | Bild |
| -------------------------------- | ------------------------------------------------------------------------- | ------------------------------ | ------------- | ------------ | ----- | ---- |
| Reliquiar                        | Kupfer, vergoldet, 14. Jahrhundert; Verbleib unbekannt                    | in der Kirche St-Martin (Lage) | PM10003002    | Classé       | 1896  |      |
| Kruzifix                         | Holz, farbig gefasst, 18. Jahrhundert                                     | in der Kirche St-Martin (Lage) | PM10004231    | Inscrit      | 1983  |      |
| Skulptur Madonna mit Kind        | Kalkstein, farbig gefasst, 14. oder 15. Jahrhundert                       | in der Kirche St-Martin (Lage) | PM10002907    | Classé       | 1983  |      |
| Hauptaltar und Wandvertäfelung   | Eichenholz, farbig gefasst und vergoldet, 18. und 19. Jahrhundert         | in der Kirche St-Martin (Lage) | PM10004233    | Inscrit      | 1983  |      |
| Skulptur Erzengel Michael        | Kalkstein, farbig gefasst und vergoldet, 15. oder frühes 16. Jahrhundert  | in der Kirche St-Martin (Lage) | PM10002908    | Classé       | 1983  |      |
| Prozessionsstab Heiliger Vinzenz | Holz, vergoldet, zweite Hälfte des 19. Jahrhunderts                       | in der Kirche St-Martin (Lage) | PM10004232    | Inscrit      | 1983  |      |
| Skulptur Heiliger Martin         | Kalkstein, farbig gefasst und vergoldet, 16. Jahrhundert                  | in der Kirche St-Martin (Lage) | PM10004234    | Inscrit      | 1984  |      |
| Skulptur Heilige Barbara         | Kalkstein, farbig gefasst, 16. Jahrhundert                                | in der Kirche St-Martin (Lage) | PM10004235    | Inscrit      | 1984  |      |
| Reliquienschrein                 | Email auf Metall, 13. Jahrhundert; im Kathedralschatz in Troyes deponiert | in der Kirche St-Martin (Lage) | PM10002906    | Classé       | 1896  |      |